# Alisse Waterston
Pour les articles homonymes, voir Waterston.
Alisse Waterston (née en 1951) est une professeure américaine d'anthropologie au John Jay College of criminal Justice, de l'université de la ville de New York,. Son travail se concentre sur la façon donc la violence systémique et l'inégalité influencent la société.

## Jeunesse et éducation
Alisse Waterston a obtenu son baccalauréat en psychologie expérimentale et de l'éducation à l'université de New York. Elle a ensuite poursuivi ses études et obtenu son master à l'université Columbia, où elle s'est concentrée sur l'anthropologie culturelle, avec une thèse intitulée Puerto Rican Women in the U.S.: Family, Religion and Political Economy. Elle a poursuivi par des études de doctorat à l'école doctorale de l'université de la Ville de New York en 1990. Sa thèse, Aspects of Street Addict Life, a été publiée cette année-là.

## Carrière
Alisse Waterston a servi comme instructrice adjointe de 1981 à 1985 à l'université Pace à White Plains et Pleasantville, New York, dans le département d'anthropologie et de sociologie. En 1991 et 1992, elle a été professeure adjointe à l'université d'État de New York, dans la Division des Sciences Sociales. Elle a ensuite été engagée pour un an en tant que professeure adjointe à l'université Fordham, dans le département d'anthropologie et de sociologie.
Avec sa sœur Adriana, en 1992, Waterston a co-fondé Surveys Unlimited, une division de Horowitz Associates dédiée à recherche sur la vie sociale, culturelle et ethnique pour les marchés urbains. Elle a servi en tant que président de sa fondation jusqu'en 2003. Durant ce temps, elle a été professeure associée à la New School for Social Research de 1996 à 1998 à la faculté des études supérieures en sociologie à New York. En 1998, Waterston a reçu le Prix d'Excellence en Recherche NAMIC. Elle a travaillé comme rédacteur en chef du  North American Dialogue (publication de la Société d'Anthropologie de l'Amérique du Nord) pour six ans.
En 2003, Alisse Waterston est devenue professeure associée au John Jay College of criminal Justice du département associé d'anthropologie.
En 2005, ellee a servi en tant que directrice de la Chaire du Programme de 104e réunion annuelle de l'American Anthropological Association.
En 2006, elle a été nommée présidente de la nouvelle American Anthropological Association conseil sur l'Avenir de l'Électronique et de l'Édition imprimée, un comité pour superviser le AAA de la transition à l'édition numérique avec AnthroSource. En 2015, elle sert en tant que Présidente.
En 2009, elle est devenue professeure titulaire au John Jay College of criminal Justice.
En 2013, elle a publié un ethnographique compte[Quoi ?] de son père dans un livre intitulé de My father's wars (Routledge). Elle est la présidente-élue de l'American Anthropological Association, à titre de vice-présidente (2014-2015) et présidente en 2016-2017. Elle est membre du conseil d'administration du John Jay College Foundation, Inc.

## Publications
- Street Addicts in the Political Economy a été publié en 1993 par la Temple University Press. Waterston y discute des forces politiques, économique et sociologique qui conduisent à une vie de drogué dans les zones urbaines.
  - Love, Sorrow and Rage: Destitute Women in a Manhattan Residence a été publié en 1999 par le Temple University press. Cet ouvrage donne la voix aux femmes sans abri dans les rues de New York, exposées à la violence, à la drogue, au sida. Par ce biais, ce livre traite avec une grande force et sensibilité de narration des dysfonctionnements de la société américaine qui font régulièrement la une des quotidiens américains[7].
- An Anthropology of War: Views from the Frontline (2008)
- Anthropology off the Shelf: Anthropologists on Writing a été publié en 2011 avec anthropologue culturel Maria D. Vesperi. 18 anthropologues écrire sur la publication des documents de recherche.
- My Father’s Wars: Migration, Memory, and the Violence of a Century (2013) est écrit à partir d'un point de vue d'une fille analysant son père qui a été grandement influencé par l'histoire sociale du XXe siècle